# Direct3D

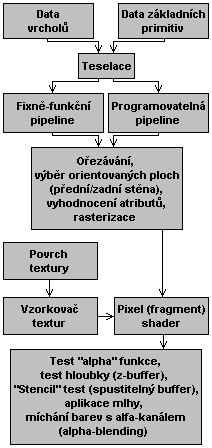
Schéma pipeline rozhraní Direct3D

Direct3D je v informatice specializované rozhraní (API), které je jednou z komponent DirectX. Direct3D nabízí aplikacím širokou škálu funkcí pro práci s 3D grafikou. Rozhraní je specifické pro operační systém Microsoft Windows a je tak alternativou multiplatformního rozhraní OpenGL. Direct3D se uplatňuje při programování grafických aplikací, které v reálném čase zobrazují 3D objekty (např. Google Earth, grafické uživatelské rozhraní Windows Aero, ale hlavně počítačové hry).
Rozhraní Direct3D je ve svých jednotlivých verzích závislé na hardwarové podpoře grafické karty a liší se v podpoře některých nejnovějších funkcí např. podporovaném shader modelu (ale také ve výkonu). Přestože je Direct3D koncipováno jako hardwarově nezávislé rozhraní (využívá vrstvový model), nejsou nové funkce zpětně implementovány, takže program využívající novější verzi Direct3D vyžaduje novější hardware, který požadovanou verzi podporuje.

## HAL
Direct3D nabízí hardwarovou nezávislost na grafické kartě prostřednictvím HAL (hardwarová abstrakční vrstva). Pokud daný hardware nějakou funkci nepodporuje, HAL ji jako podporovanou funkci neoznamuje, a proto se některé funkce provádí softwarově (emulaci však HAL neprovádí).
Direct3D například podporuje tři režimy zpracování vrcholů, jimiž jsou: hardwarové zpracování vrcholů (přímé volání hardwarových funkcí prostřednictvím HAL), dále softwarové zpracování vrcholů a nakonec zpracování vrcholů smíšeně pomocí hardwaru i softwaru. U dvou ze zmíněných režimů, kde Direct3D buď z části nebo zcela pracuje prostřednictvím software, se využívá instrukční sady MMX procesoru.

## Začlenění v hierarchii vrstev operačního systému

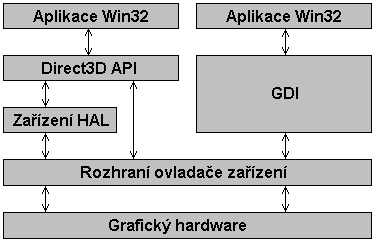
Začlenění do operačního systému

Jak je z diagramu patrné, Direct3D aplikace běží vedle aplikací využívajících GDI a oba typy aplikací mají přístup ke grafickému hardwaru prostřednictvím ovladače zařízení pro danou grafickou kartu. Na rozdíl od GDI může Direct3D aplikace v případě, že využívá rozhraní HAL, těžit z výhod hardwarové akcelerace grafické karty. U DirectX 10 existuje rozhraní Direct2D pro práci s 2D grafikou prostřednicím hardwarové akcelerace, které úzce spolupracuje s GDI a GDI+.

## Souřadný systém a geometrie
Aplikace typicky užívají dvou typů kartézského systému souřadnic: levoruký a pravoruký. U obou typů systému souřadnic ukazuje kladná osa „x“ doprava a kladná osa „y“ směrem vzhůru. U levorukého systému souřadnic pak kladná osa „z“ ukazuje směrem dopředu od pozorovatele, zatímco v případě pravorukého systému souřadnic kladná osa „z“ ukazuje směrem za pozorovatele.
Direct3D používá levoruký systém souřadnic a jako takový je tedy po inicializaci výchozí. Lze ale i za použití Direct3D zvolit pro aplikaci pravoruký systém souřadnic, kdy je potřeba učinit dva následující kroky: Pro určení samotného pravorukého systému souřadnic vynásobit pohledovou (nikoliv projekční) transformační matici „scale“ vektorem {1,1,-1} a dále z důvodu záměny normálových vektorů orientovaných ploch buď zaměnit pořadí vrcholů polygonu nebo zaměnit tzv. „cull“ mód určující pořadí vrcholů buď po směru hodinových ručiček nebo proti směru hodinových ručiček.
Základní transformační operace prováděné na objektech v 3D souřadnicovém systému jsou translace, rotace a scaling. Pro vytváření transformačních matic lze tyto operace kombinovat, nejsou však komutativní, to znamená, že záleží na jejich pořadí.

## Podporované typy primitiv

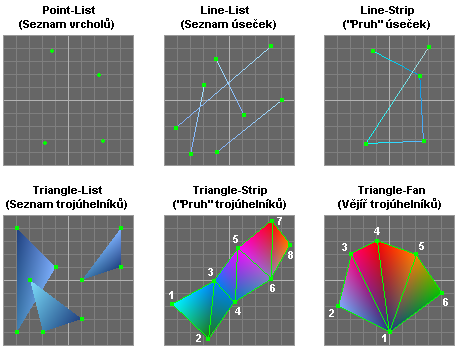
Druhy grafických primitiv renderovaných pomocí Direct3D

Point-List je množina vrcholů, které jsou renderovány jako skupina izolovaných bodů. Pro tyto izolované body lze použít textury či definovaný materiál. Hodnota barvy materiálu či textury se objeví pouze tam, kde jsou jednotlivé body kresleny a nikdy mezi nimi.
Line-List je množina izolovaných úseček. Program vytváří tyto úsečky pomocí pole vrcholů, kdy jednotlivé úsečky jsou tvořeny po sobě jdoucími dvojicemi vrcholů, proto by počet vrcholů mělo být kladné sudé číslo. Pro seznamy úseček lze také použít materiály či textury. Barvy materiálu či textury se při kreslení objeví pouze na úsečce a nikdy mezi úsečkami.
Line-Strip je grafické primitivum, které je tvořeno množinou spojených úseček. Program může pomocí tohoto primitiva vytvářet polygony, které nejsou uzavřené. Uzavřený polygon je takový polygon, jehož první vrchol je spojen prostřednictvím úsečky s posledním vrcholem. (pokud jsou souřadnice pozic prvního a posledního vrcholu shodné, potom lze samozřejmě pomocí tohoto grafického primitiva vytvořit i uzavřený polygon). Z počtu vrcholů, který lze pro toto primitivum použít, vyplývá, že všechny vrcholy polygonu nemusí být koplanární (leží ve stejné rovině).
Triangle-List je množina izolovaných trojúhelníků. Jejich polohy mohou (ale nemusí) být zcela nezávislé, záleží jen na požadavcích aplikace, tedy na hodnotách souřadnic jednotlivých vrcholů trojúhelníků. Jednotlivé trojúhelníky mohou být zcela odděleny, protínat se navzájem, sdílet jednu úsečku nebo dokonce úplně splývat. Způsob úplného splynutí trojúhelníků lze použít například pro jednoduché statické stínování či renderování velkých objektů zároveň s jejich detailním vykreslením povrchu, kdy se nejprve vykreslí trojúhelníky s texturou určující hrubou strukturu povrchu a poté se trojúhelníky opakovaně vykreslí s detailní texturou (texturami) s částečnou průhledností (alpha-blending). Tuto techniku lze použít samozřejmě i pro další primitiva, jimiž jsou Triangle-Strip a Triangle-Fan. Jednotlivé izolované trojúhelníky jsou dány polem po sobě jdoucích trojic vrcholů. Velikost pole by tedy mělo být kladné číslo dělitelné třemi. Pořadí jednotlivých vrcholů v každé trojici potom určuje normálový vektor roviny trojúhelníka, což je důležité pro renderování polygonů při zapnutém tzv. „back-face-cullingu“, což je test nasměrování orientovaných ploch, kdy normálový vektor daného trojúhelníka směřuje buď ke kameře či od kamery a podle nastaveného režimu se trojúhelník buď vyrenderuje či nikoliv.
Triangle-Strip je množina spojených trojúhelníků, které se dotýkají hranami. Toto primitivum je obzvláště vhodné pro renderování komplexnějších souvislých ploch tvořených mnoha vrcholy. Pokud například program renderuje pruh tvořený z n čtyřúhelníků, což je 2×n trojúhelníků, potom potřebný počet vrcholů k jednoznačnému definování pro kreslení pomocí tohoto primitiva je 2×(n + 1). Pro vykreslení stejného pruhu pomocí primitiva Triangle-List by bylo potřeba 6×n vrcholů, což má samozřejmě velký vliv na výkon vykreslování scény, protože skrze grafickou pipeline prochází daleko větší množství dat. Triangle-Strip je tedy pro takovéto úlohy daleko vhodnější a v podstatě se jedná o nejvíce používané grafické primitivum pro vykreslování 3D scén.
Triangle-Fan je grafické primitivum podobné primitivu Triangle-Strip s tím rozdílem, že všechny trojúhelníky sdílejí jeden vrchol. Podobně jako primitivum Triangle-Strip je toto primitivum daleko vhodnější pro vykreslování souvislých ploch než primitivum Triangle-List z důvodu menšího počtu potřebných vrcholů a zejména je vhodné například pro vykreslování podstav válcových těles, kde je ve středu podstavy jiná barva než na okraji (pokud je však podstava pokryta texturou, potom potřeba středového vrcholu odpadá a v tom případě je výhodnější použít primitivum Triangle-Strip – o jeden vrchol méně).

## Interpolace barev trojúhelníků

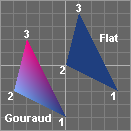
Interpolace barev

Během renderování grafická pipeline interpoluje data vrcholů pro každý trojúhelník. Data vrcholu mohou kromě vlastních souřadnic polohy zahrnovat rozsáhlou skupinu dalších informací (atributů vrcholu), jako například: difuzní (rozptýlená) barva, barva odrazu (specular), difuzní alfa-hodnota (tzv. opacita trojúhelníka definující průhlednost resp. schopnost trojúhelníka pohlcovat barvy v pozadí), alfa-hodnota odrazu (specular alpha) a faktor mlhy.
Pro některá data vrcholů je interpolace závislá na stávajícím interpolačním/stínovacím režimu (shading mode). Tyto režimy rozlišujeme dva:
Flat – v tomto režimu je barva prvního vrcholu trojúhelníka použita pro celou jeho plochu, interpolována je pouze mlha.
Gouraud – lineární interpolace se provádí mezi všemi třemi vrcholy, poté je aplikována mlha.
Alfa-složka barvy se používá pro interpolaci odděleně, protože ovladače zařízení mohou implementovat průhlednost dvěma způsoby: použitím míchaní textury nebo bodovým zpracováním. Podle zvoleného modelu míchání se pak mohou kombinovat alfa-hodnoty v jednotlivých vrcholech s alfa-kanálem semitransparentní textury.

## Režimy stínování

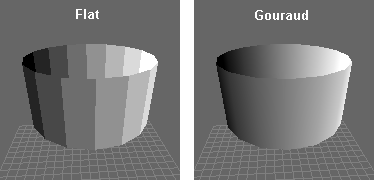
Režimy stínování

Režim stínování použitý pro renderování polygonů má velký vliv na jejich zobrazení. Režimy stínování určují intenzitu barvy a světla v každém bodě povrchu polygonu. Direct3D podporuje dva režimy stínování, jimiž jsou: flat (ploché) stínování a Gouraudovo stínování.
U plochého (flat) stínování renderuje Direct3D pipeline polygon užitím barvy prvního vrcholu pro celý polygon. 3D objekty renderované při zapnutém plochém stínování mají mezi polygony, které nejsou koplanární, viditelné hrany. Výhodou této metody stínování je jednoduchost a rychlost.
Pokud Direct3D renderuje polygon užitím Gouraudova stínování, počítá hodnotu barvy pro každý vrchol prostřednictvím normálového vektoru vrcholu a parametrů světel. Potom jsou hodnoty barev lineárně interpolovány přes celou plochu polygonu. Výhodou Gouraudova stínování je daleko realističtější výsledek kreslení stínů. Metoda má však samozřejmě i méně příznivé důsledky ve formě vyšší režie při renderování. Renderování ostrých hran je možné i pomocí Gouraudova stínování a to tak, že splývající vrcholy sousedících polygonů tvořících ostrou hranu mají jiné normálové vektory.

## Mlha

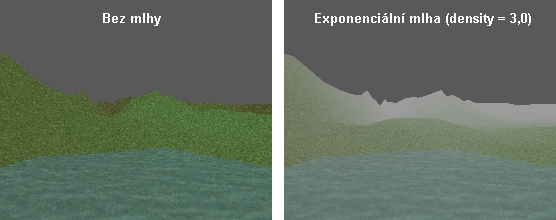
Terén bez mlhy a s mlhou

Mlha je efekt, který může co do realističnosti 3D scény výrazně zlepšit její výsledný vzhled. Direct3D podporuje dva modely mlhy: na bázi pixelů a na bázi vrcholů. Každý z modelů má své vlastnosti, programovací rozhraní a způsob zpracování.
Obecný model implementace mlhy užívaný nejen u Direct3D, ale například i u OpenGL (a u programů primárně určených pro tvorbu fotorealistických scén prostřednictvím přesných softwarových algoritmů), je míchání barev objektů ve scéně s vybranou barvou mlhy na základě vzdálenosti od pozorovatele. Když vzdálenost objektů roste, jejich původní barva se více a více míchá s vybranou barvou mlhy a objekty se stávají více zamlženými prostředím ve scéně.
Direct3D pro mlhu podporuje tři různé funkce hustoty v závislosti na vzdálenosti od pozorovatele: lineární funkce, exponenciálně lomená funkce a funkce lomená exponenciálně na druhou. Pro jednotlivé funkce pak existují další parametry určující charakteristiku mlhy. Pro lineární mlhu je to počátek start a konec end a pro exponenciálně lomené modely mlhy je to parametr density (hustota).
Vztah pro výpočet lineární mlhy:
{\displaystyle f={\frac {end-d}{end-start}}}
kde parametr start je vzdálenost od které efekt mlhy začíná a parametr end určuje vzdálenost od které již mlha neroste. Parametr d reprezentuje vzdálenost od pozorovatele a v této funkci je nezávislou proměnnou pro každý pixel.
Vztahy pro výpočet exponenciální mlhy:
{\displaystyle f={\frac {1}{e^{d*density}}}}

{\displaystyle f={\frac {1}{e^{{(d*density)}^{2}}}}}
Parametr density určuje hustotu mlhy a parametr d je v této funkci opět nezávislá proměnná reprezentující vzdálenost od pozorovatele.
Mlha na bázi pixelů je počítána zvlášť pro každý pixel ovladačem zařízení. Tím se liší od mlhy na bázi vrcholů, která je počítána grafickou pipeline během transformací a výpočtů světel. Mlha na bázi pixelů je také někdy nazývaná „tabulková“, protože některé ovladače používají předem vypočítanou tabulku hodnot k určení faktoru mlhy při výpočtech míchání barev užitím hloubky každého pixelu.
Naproti tomu pokud program používá mlhu na bázi vrcholů, provede výpočet mlhy pro každý vrchol polygonu a poté interpoluje výsledné barevné hodnoty přes celý povrch polygonu během rasterizace. Efekty mlhy na bázi vrcholů jsou počítány Direct3D enginem pro transformace a světla. Pokud program nepoužívá Direct3D pro transformace a světla, musí sám provádět výpočty mlhy. V tomto případě je třeba vypočtený faktor mlhy předat pomocí alfa-složky barvy odrazu (specular color) pro každý vrchol. Výhodou je, že lze použít jakoukoli funkční závislost hustoty na vzdálenosti, záleží jen na programu, jakou hodnotu do alfa-složky barvy odrazu zapíše. Direct3D použije zapsané hodnoty pro interpolaci přes celý povrch každého polygonu.

## Alpha-Blending

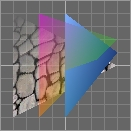
Alpha-Blending

Alpha-blending neboli míchání barev s alfa-kanálem je technika hojně používaná ke zobrazování grafických dat, která obsahují transparentní nebo semi-transparentní pixely. K barevným kanálům RGB (červená, zelená, modrá) každý pixel alfa-bitmapy ještě navíc obsahuje položku průhlednosti známou jako alfa-kanál. Alfa kanál má typicky tolik bitů jako jednotlivé kanály barev, tedy například u 32bitových bitmap či textur se užívá formát R8G8B8A8 (pořadí jednotlivých komponent bývá někdy zaměněno). Prostřednictvím 8bitového alfa-kanálu lze reprezentovat 256 různých úrovní průhlednosti – od 0 (pixel je plně transparentní) do 255 (pixel je zcela neprůhledný).
Alpha-blending lze využít více způsoby. Lze použít semi-transparentní textury s alfa-kanálem, definovat alfa-složku zvlášť pro každý vrchol polygonu, použít alfa-kanál výsledného frame-bufferu (tedy alfa-kanál objektů, které již byly vyrenderovány), či tyto techniky i kombinovat, čili například renderovat polygon potažený semi-transparentní texturou, který má navíc pro každý vrchol definovanou jinou alfa-složku. V takovémto případě se pro každý pixel zkombinuje jeho alfa-kanál obsažený v datech textury s výsledkem výpočtu lineární interpolace alfa-složek mezi jednotlivými vrcholy polygonu. Alpha-blending je po inicializaci Direct3D vypnut, proto musí být Direct3D zařízením před použitím explicitně zapnut.